# Візова політика Косова
Для в'їзду до Косова громадянам більшості держав потрібне завчасне отримання візи. Громадянам деяких країн віза для в'їзду до країни не потрібна.

## Мапа

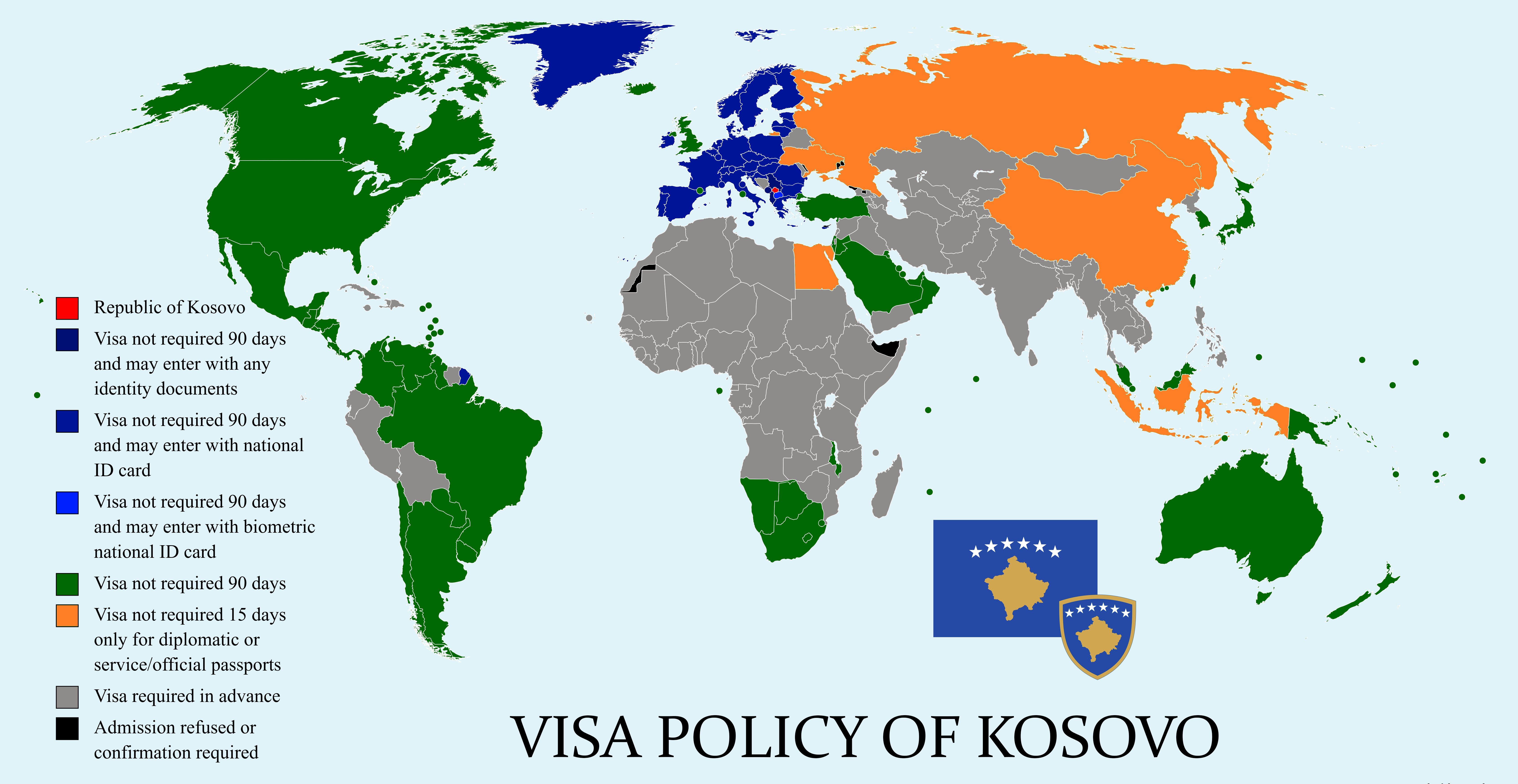
Візова політика Косова

## Потрібна віза
| - Алжир - Ангола - Бенін - Буркіна-Фасо - Бурунді - Камерун - Кабо-Верде - Центральноафриканська Республіка - Чад - ДР Конго - Джибуті - Єгипет - Екваторіальна Гвінея - Еритрея - Ефіопія - Габон - Гамбія - Гана - Гвінея - Гвінея-Бісау - Кот-д'Івуар - Кенія - Ліберія - Лівія - Мадагаскар - Малі - Мавританія - Марокко - Мозамбік - Нігер - Нігерія - Руанда - Сенегал - Сьєрра-Леоне - Сомалі - Південний Судан - Танзанія - Того - Туніс - Уганда - Замбія - Зімбабве - Коморські Острови | - Болівія - Куба - Домініканська Республіка - Еквадор - Гаїті - Ямайка - Перу - Суринам | - Афганістан - Вірменія - Азербайджан - Бангладеш - Бутан - Камбоджа - КНР - Індія - Індонезія - Іран - Ірак - Казахстан - Північна Корея - Киргизстан - Лаос - Монголія - М'янма - Непал - Пакистан - Філіппіни - Шрі-Ланка - Сирія - Таджикистан - Таїланд - Туркменістан - Узбекистан - В'єтнам - Ємен | - Білорусь - Боснія і Герцеговина - Грузія - Молдова - Росія - Україна |